# Andropogon pteropholis
Andropogon pteropholis är en gräsart som beskrevs av Clayton. Andropogon pteropholis ingår i släktet Andropogon och familjen gräs. Inga underarter finns listade i Catalogue of Life.